# روبن پازو
روبن پازو (انگلیسی: Rubén Pazos؛ زادهٔ ۲۶ اوت ۱۹۷۹) بازیکن فوتبال اهل اسپانیا است.
از باشگاه‌هایی که در آن بازی کرده‌است می‌توان به باشگاه فوتبال رئال مادرید سی، باشگاه فوتبال خرز، و باشگاه فوتبال زامورا اشاره کرد.